# Centenario de la Revolución Mexicana (moneda)
La moneda Centenario de la Revolución Mexicana es una moneda a base de plata pura, se acuñó por primera vez en el año 2010 en conmemoración del Centenario de la Revolución Mexicana, se crearon dos monedas una llamada La Soldadera y El Ferrocarril ambas con un peso de 2 onzas, con acabado Espejo, un diámetro de 48.0 mm y una pureza de .999 ley.

## La Soldadera
A base de plata pura, en la parte superior, en semicírculo, la leyenda —REVOLUCIÓN MEXICANA–2010. Al centro, la imagen de una Soldadera o Adelita en la escalinata de un ferrocarril en actitud de observación. El anverso muestra el Escudo Nacional de México, circundado por la leyenda Estados Unidos Mexicanos, 10 $ valor.

## El Ferrocarril
Del mismo material, al lado derecho, en semicírculo, aparece la leyenda REVOLUCIÓN MEXICANA, y debajo, la fecha del centenario: 1910–2010. A la izquierda, se representa el frente de una locomotora y cuatro revolucionarios sentados, ataviados con sombrero de paja y armados con fusiles. El anverso muestra el Escudo Nacional, circundado por la leyenda Estados Unidos Mexicanos.

## Reconocimientos
El El Ferrocarril fue reconocido como la moneda más bella del mundo en la XXVI Conferencia Mundial de Directores de Casas de Moneda realizada en Canberra, Australia. Esta no es la primera vez que México obtiene un distintivo, pues en 2008 la moneda Calendario Azteca, también conocida como la Piedra de los Soles, fue igualmente reconocida como la moneda más bella del mundo.